# Pichu Pichu
De Pichu Pichu (van Quechua Pikchu Pikchu) is een 5.664 meter hoge Peruviaanse vulkaan, gelegen nabij de zuidelijke stad Arequipa. Hij is erg geërodeerd en wordt gevormd door zeven bergtoppen, waarvan de Coronado de hoogste is.
Tijdens expedities geleid door archeologen José Antonio Chávez en Johan Reinhard werden dicht bij de top van de vulkaan drie mummies uit de Incatijd ontdekt.